# Ecphylus brevitergum
Ecphylus brevitergum är en stekelart som beskrevs av Sergey A. Belokobylskij 1993. Ecphylus brevitergum ingår i släktet Ecphylus och familjen bracksteklar. Inga underarter finns listade i Catalogue of Life.